# Josh Jobe
Josh Jobe (Miami, 9 aprile 1998) è un giocatore di football americano statunitense che milita nel ruolo di cornerback per i Seattle Seahawks della National Football League (NFL).

## Carriera

### Philadelphia Eagles
Al college Jobe giocò a football ad Alabama, vincendo il campionato NCAA nel 2020. Dopo non essere stato scelto nel Draft NFL 2022 firmò con i Philadelphia Eagles. Fu uno dei tre rookie non scelti nel Draft di quell'anno a riuscire a entrare nei 53 uomini per l'inizio della stagione regolare, assieme a Reed Blankenship e Josh Stills. Nella sua prima stagione regolare disputò 11 partite, nessuna delle quali come titolare, con un tackle.

### Seattle Seahawks
Il 29 agosto 2024 Jobe firmó con la squadra di allenamento dei Seattle Seahawks. Nella partita dell'ottavo turno contro i Buffalo Bills mise a segno il primo intercetto in carriera ai danni di Josh Allen. Fu il primo intercetto che quest'ultimo subì a quasi metà della stagione 2024. Chiuse la stagione disputando come titolare sette delle ultime dieci gare, con un nuovo primato personale di 37 placcaggi.
Il 6 marzo 2025 Jobe firmò un rinnovo contrattuale con i Seahawks.

## Palmarès
- National Football Conference Championship: 1

Philadelphia Eagles: 2022